# Jakubovice (Vilémov)

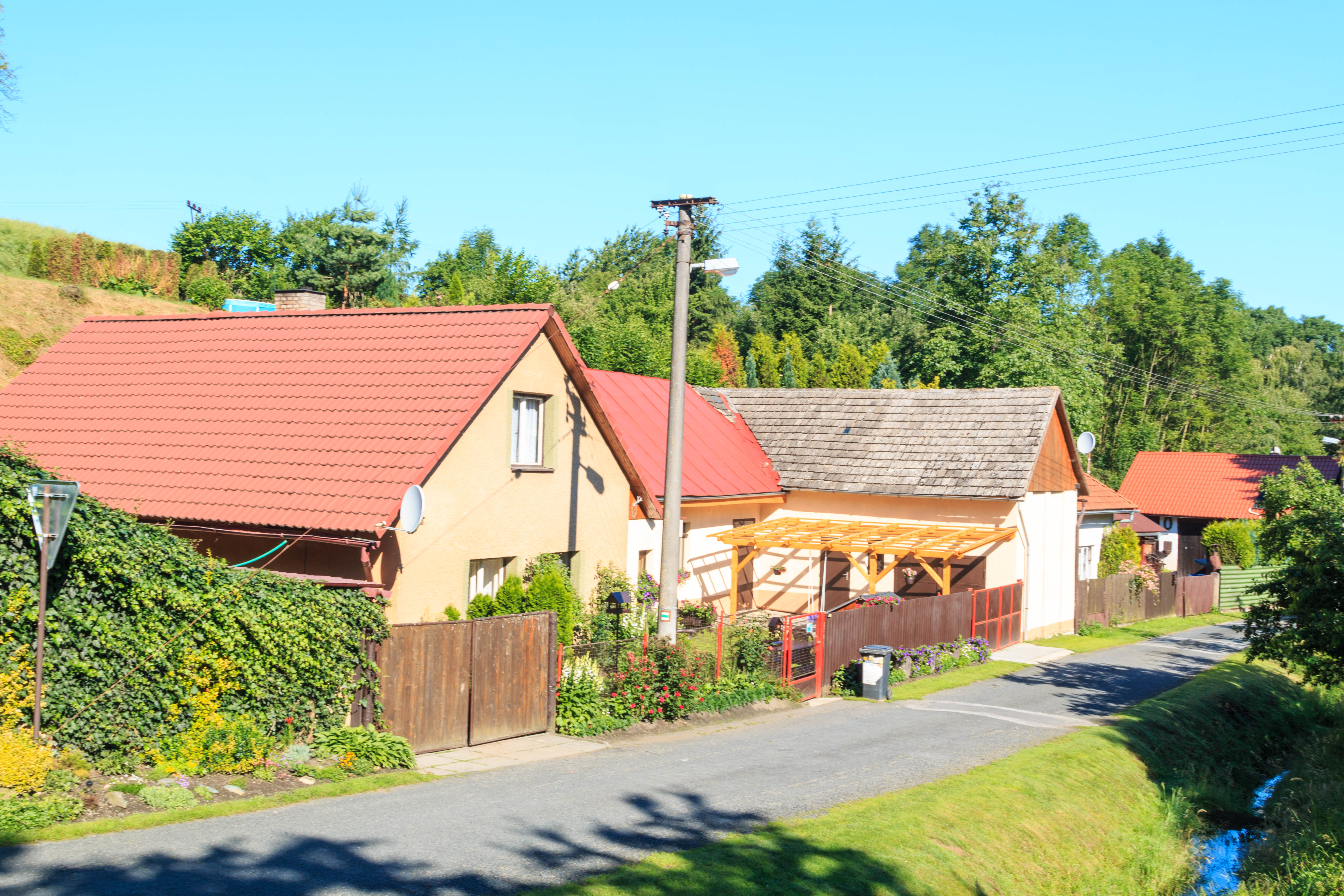
Ortsansicht

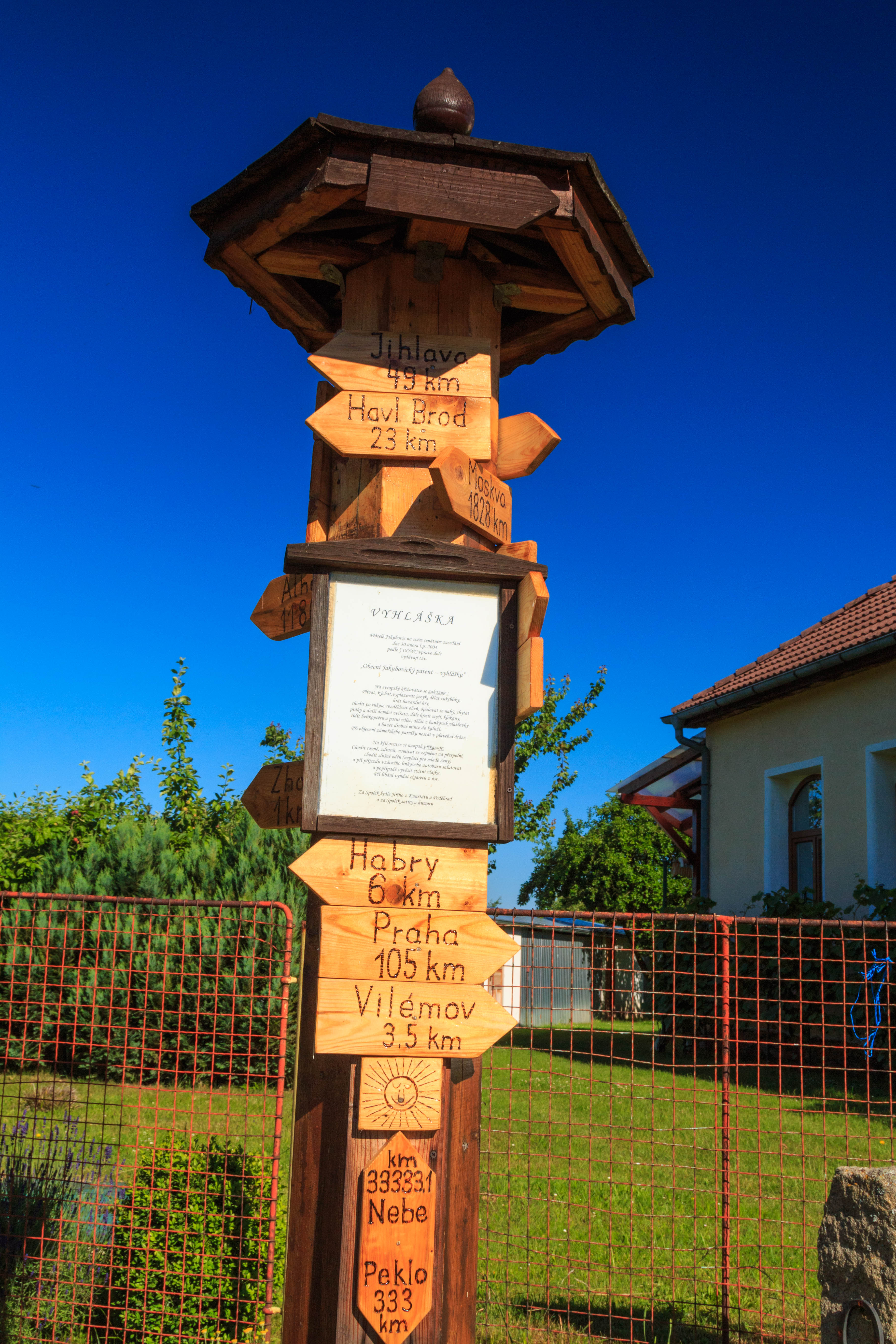
Wegweiser

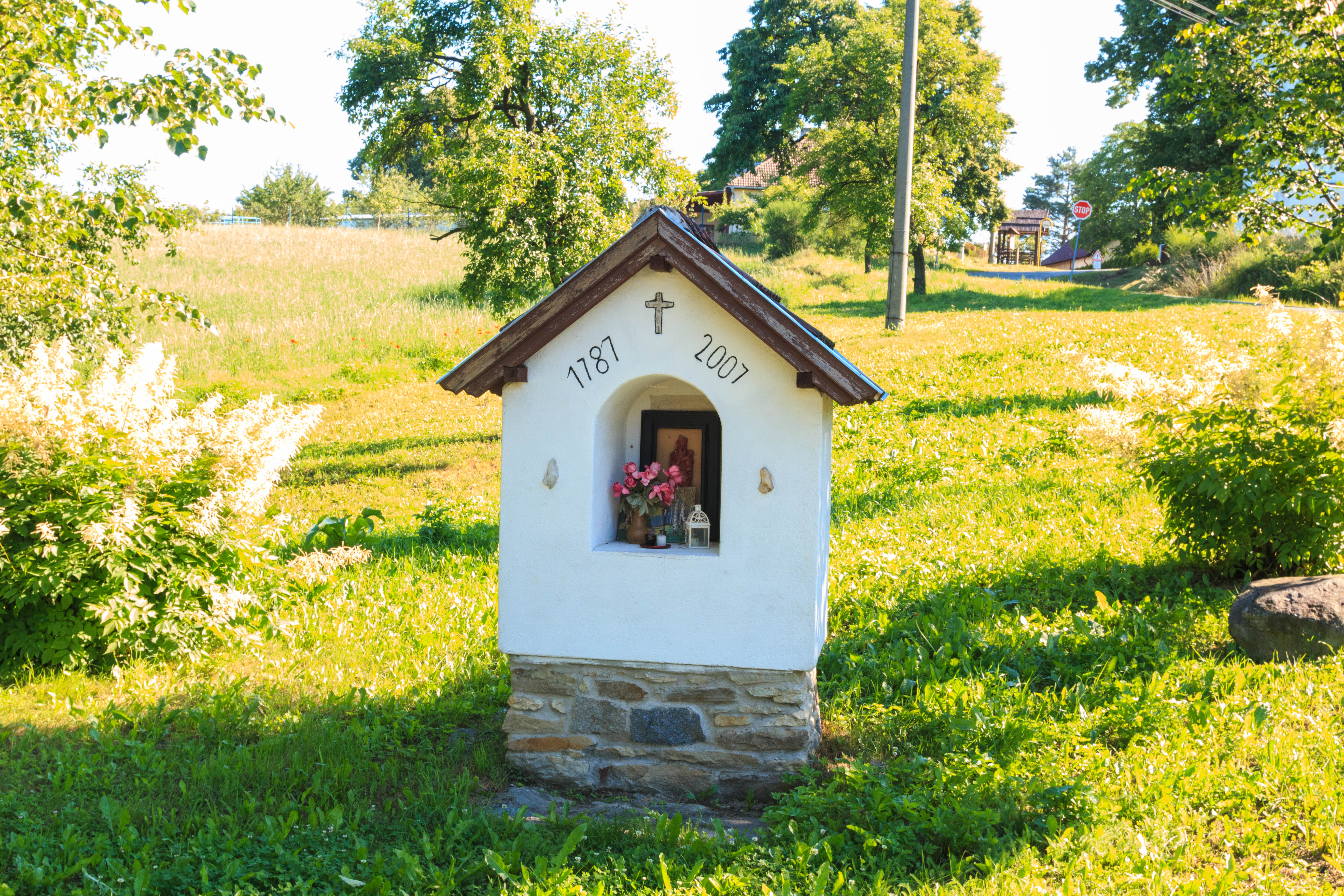
Nischenkapelle

Jakubovice (deutsch Jakubowitz) ist ein Ortsteil der Minderstadt Vilémov in Tschechien. Er liegt vier Kilometer nordöstlich von Habry und gehört zum Okres Havlíčkův Brod.

## Geographie
Jakubovice befindet sich im und über dem Tal des Baches Jakubovický potok in der Hornosázavská pahorkatina (Hügelland an der oberen Sázava). Nordwestlich erhebt sich die Baba (416 m n.m.). 
Nachbarorte sind Vrtěšice, Sychrov und Klášter im Norden, Úhrov, Točice und Ždánice im Nordosten, Hostovlice im Osten, Petrovice u Uhelné Příbramě und Leškovice im Südosten, Rybníček im Süden, Habry im Südwesten, Frýdnava und Zhoř im Westen sowie Olšinky und Nasavrky im Nordwesten.

## Geschichte
Die erste urkundliche Erwähnung von Jakubowiczky erfolgte 1557 unter den Gütern des Benediktinerklosters Wilmzell. Nachdem das Kloster um 1575 aufgegeben worden war, verkaufte König Rudolf II. 1577 das wüste Kloster mit den Dörfern Bučowitz, Heřmanitz, Borek, Hostaulitz, Zhoř, Jakubowitz, Zdanitz, Ponstwy, Kmec und Čestowitz sowie weiterem Zubehör an Beneš Beneda von Nečtiny. Zum Ende des 17. Jahrhunderts erwarben die Grafen Caretto von Milessimo die Herrschaft Wilimow und erhoben sie später zum Familienfideikommiss. 1787 standen in Jakubowicz sieben Häuser.
Im Jahre 1840 bestand das im Caslauer Kreis gelegene Dorf Jakubowitz aus 20 Häusern, in denen 96 Personen lebten. Im Ort gab es ein Wirtshaus. Pfarr- und Amtsort war Kloster. Bis zur Mitte des 19. Jahrhunderts blieb Jakubowitz der Fideikommissherrschaft Wilimow untertänig.
Nach der Aufhebung der Patrimonialherrschaften bildete Jakubovice ab 1849 einen Ortsteil der Gemeinde Nasavrky im Gerichtsbezirk Habern. Ab 1868 gehörte der Ort zum Bezirk Časlau. 1869 hatte Jakubovice 120 Einwohner und bestand aus 20 Häusern. Im Jahre 1900 lebten in Jakubovice 108 Menschen, 1910 waren es 96. Zhoř und Jakubovice lösten sich 1921 von Nasavrky los und bildeten die Gemeinde Zhoř. 1930 hatte Jakubovice 106 Einwohner und bestand aus 21 Häusern. 1948 wurde das Dorf dem Okres Chotěboř zugeordnet, seit der Gebietsreform von 1960 gehört es zum Okres Havlíčkův Brod. 1961 erfolgte die Eingemeindung nach Vilémov. Beim Zensus von 2001 lebten in den 19 Häusern des Dorfes 15 Personen. 

## Ortsgliederung
Der Ortsteil Jakubovice ist Teil des Katastralbezirkes Zhoř u Vilémova.

## Sehenswürdigkeiten
- Nischenkapelle, errichtet 1787
- Gusseisernes Kreuz und Gedenktafel für die Gefallenen des Ersten Weltkrieges
- Wegweiser „Pupík Evropy“ (Nabel Europas)